# Springs (África do Sul)
Springs é uma cidade na margem leste, na província de Gauteng, na África do Sul. Faz parte da  Município metropolitano de Ekurhuleni . Fica 50 km a leste de Joanesburgo. O nome da cidade deriva do grande número de nascentes na área, tem uma população superior a 200.000 habitantes. 

## Ligações Externas
- Springs Personal Website
- Ekurhuleni Official Website
- History
- KwaThema
- Springs Map